# Karl Gorath
Karl Gorath, född 12 december 1912 i Bad Zwischenahn, död 18 mars 2003 i Bremerhaven, arresterades 1938 och satt fängslad för homosexualitet i Neuengamme och Auschwitz. Han frigavs 1945.

## Biografi
Gorath utbildade sig till sjuksköterska när han vid 26 års ålder pekades ut som homosexuell av sin "avundsjuka älskare" och arresterades enligt paragraf 175 i strafflagen, som definierade homosexualitet som en "onaturlig handling".
Gorath fängslades i Neuengamme nära Hamburg, Tyskland, och tvingades bära en rosa triangel, vilket identifierade honom som homosexuell.
På grund av sin medicinska utbildning fick Gorath arbeta på ett fångsjukhus. När han vägrade att minska brödransonen för patienter som var polacker, flyttades Gorath till Auschwitz. Där satt han som politisk fånge och fick bära en röd triangel, vilken han trodde besparade honom den brutalitet som tillfogats interner som identifierats som homosexuella. I januari 1945 fritogs Gorath när Röda armén befriade Auschwitz.
Efter kriget fortsatte Gorath att utsättas för diskriminering. Eftersom han var en "dömd homosexuell" vägrade de flesta arbetsgivare att anställa honom. Snart arresterades han igen av västtyska myndigheter, som hade behållit nazisternas lagar mot homosexualitet. 1947 dömdes han till lagens maxstraff, fem års fängelse: ”Av samme domare. Rabien hette han. Han tog emot mig i rättssalen med orden: 'Du är här igen!'”
Gorath är en av sex män som porträtteras i dokumentären Paragraph 175, om homosexuella i nazistiska koncentrationsläger.